# True Love (映画)
『True Love』（トゥルー・ラヴ）はナンシー・サヴォカ監督、アナベラ・シオラとロン・エルダード主演の1989年のアメリカのコメディ映画。
愛と結婚の現実を揺るぎなく見つめ、「いつまでも幸せに」という結末はないこの作品は1989年のサンダンス映画祭で審査員大賞を受賞した。

## キャスト
- アナベラ・シオラ(ドナ役
- ロン・エルダード(マイケル役
- アイーダ・タトゥーロ(グレース役
- ロジャー・リニャック(ドム役
- スター・ジャスパー(JC役
- マイケル・ジェームズ・ウルフ(ブライアン役
- ケリー・シナンテ(イヴォンヌ役
- リック・シャピロ(ケビン役
- ヴィンセント・パストーレ - アンジェロ(ドナの父)

## Blu-ray(2024)
以前VHSとDVDでリリースされ、2024年4月30日にKino LorberによってBlu-ray Discで初めてリリースされた。